# Gare d’Épinay - Villetaneuse
Gare d’Épinay - Villetaneuse vasútállomás Franciaországban, Épinay-sur-Seine településen.

## Vasútvonalak
Az állomást az alábbi vasútvonalak érintik:
- Saint-Denis–Dieppe-vasútvonal
- Épinay-Villetaneuse–Le Tréport-Mers-vasútvonal

## Kapcsolódó állomások
A vasútállomáshoz az alábbi állomások vannak a legközelebb:
- Gare de Deuil - Montmagny (Gare de Creil, Gare de Luzarches, Gare de Persan - Beaumont, Transilien H)
- Gare de Saint-Denis (Paris Gare du Nord, Transilien H)
- Gare de La Barre - Ormesson (Gare de Pontoise, Gare de Persan - Beaumont, Transilien H)